# Амфіарай
Амфіара́й (грец. Amphiaraos) — 1) син Оїкла й Гіпермнестри, аргоський владар, славетний віщун; брав участь у калідонському полюванні та в поході аргонавтів.
Вигнавши Адраста з Аргосу, Амфіарай одружився з його сестрою Еріфілою й заприсягся коритись їй у всьому. За наполяганням Еріфіли, яку підкупив Полінік, давши їй намисто Гармонії, Амфіарай вирушив у числі сімох володарів проти Фів. Як віщун він знав, що загине, і заповів синам помститися за свою смерть. Звершивши на війні ряд героїчних подвигів, Амфіарай загинув, поглинутий землею разом з бойовою колісницею. На тому місці був споруджений храм з оракулом сновидіння. Культ Амфіарая, який сягає, мабуть, догрецької доби, був поширений у багатьох містах Греції. Античні митці часто обирали пригоди Амфіарая, особливо його похід проти Фів, темою своїх творів;
2) один в епітетів Зевса.